# IC 4399
IC 4399 је спирална галаксија у сазвјежђу Волар која се налази на листи објеката дубоког неба у Индекс каталогу.
Деклинација објекта је + 26° 23' 10" а ректасцензија 14h 18m 24,0s. Привидна величина (магнитуда) објекта IC 4399 износи 14,5 а фотографска магнитуда 15,3. IC 4399 је још познат и под ознакама UGC 9157, MCG 5-34-14, CGCG 163-22, PGC 51100.